# Redington Beach
Redington Beach est une ville américaine située dans le comté de Pinellas en Floride.

## Démographie
| 1950 | 1960  | 1970  | 1980  | 1990  | 2000  |
| ---- | ----- | ----- | ----- | ----- | ----- |
| 384  | 1 368 | 1 583 | 1 708 | 1 626 | 1 539 |

| 2010  | - | - | - | - | - |
| ----- | - | - | - | - | - |
| 1 427 | - | - | - | - | - |

Selon le recensement de 2010, Redington Beach compte 1 427 habitants. La municipalité s'étend sur 1,30 milles carrés (3,37 km2), dont seulement 0,36 milles carrés (0,93 km2) de terres.